# (4289) Biwako
(4289) Biwako – planetoida z grupy pasa głównego asteroid okrążająca Słońce w ciągu 3,48 lat w średniej odległości 2,3 j.a. Została odkryta 29 października 1989 roku. Przed nadaniem nazwy planetoida nosiła oznaczenie tymczasowe (4289) 1989 UA2.